# Slow J
Slow J, pseudonimo di João Batista Coelho (Setúbal, 21 settembre 1992), è un rapper e produttore discografico portoghese.

## Biografia
Slow J nasce a Setúbal da padre angolano e madre portoghese. Nel 2015 pubblica il suo primo EP The Free Food Tape, cantato, scritto e prodotto interamente da solo, che gli permette di ottenere visibilità nella scena hip hop portoghese. Il suo primo album in studio, The Art of Slowing Down, viene reso disponibile il 17 marzo 2017, e presenta collaborazioni con Nerve, Gson e Papillon.
Nel settembre 2019 esce a sorpresa il secondo album You Are Forgiven, mentre nel 2020 è la volta del progetto strumentale SLo-Fi. Il 24 novembre 2023 pubblica il suo terzo album, dal titolo Afro Fado, che raggiunge la prima posizione della classifica portoghese.

## Stile musicale
La musica di Slow J è una combinazione generi diversi, che mescola l'hip hop a elementi di R&B, soul, jazz e musica elettronica.

## Discografia

### Album in studio
- 2017 – The Art of Slowing Down
- 2019 – You Are Forgiven
- 2023 – Afro Fado

### EP
- 2015 – The Free Food Tape
- 2020 – SLo-Fi